# Lukáčovce
Lukáčovce és un poble i municipi d'Eslovàquia que es troba a la regió de Nitra, al sud-oest del país. El 2021 tenia 1.167 habitants.

## Història
La primera menció escrita de la vila es remunta al 1309.

## Demografia
| Godina             | 1994 | 2004   | 2014   | 2024   |
| ------------------ | ---- | ------ | ------ | ------ |
| Nombre de persones | 1037 | 1084   | 1142   | 1168   |
| Diferència         |      | +4,53% | +5,35% | +2,27% |

| Godina             | 2023 | 2024   |
| ------------------ | ---- | ------ |
| Nombre de persones | 1164 | 1168   |
| Diferència         |      | +0,34% |